# Porto Franco
Porto Franco est une municipalité de l'État du Maranhão au Brésil.
Sa population était estimée à 19 503 habitants en 2009 et elle s'étend sur 1 417,483 km2.
Elle appartient à la Microrégion de Porto Franco dans la Mésorégion du Sud du Maranhão.